# Lantsch/Lenz
Lantsch/Lenz (rétorománsky Lantsch, německy a do roku 1943 oficiálně Lenz) je obec ve švýcarském kantonu Graubünden, okresu Albula. Nachází se asi 19 kilometrů jihovýchodně od kantonálního hlavního města Churu a 24 kilometrů jihozápadně od Davosu, v nadmořské výšce 1 328 metrů. Má přibližně 500 obyvatel.

## Historie
Vykopávky ve vrších „Bot da Loz“ jihozápadně od centra obce ukázaly, že Lenz byl osídlen již v mladší době železné. Pozůstatky pozdně laténského osídlení z 1. století př. n. l. pocházejí pravděpodobně z keltské strážní stanice. Římané využívali přechod Lenzerheide pro své vojáky a obchodníky jako tranzitní cestu do Julierského a Septimerského průsmyku. V karolinské době patřily „Lanzes“ podle císařského urbáře z roku 831 k Impetiniho lénu. V té době byl v Lantsch královský dvůr, kostel a dva hostince. Staré místní názvy naznačují, že starší Lantsch se nacházel přímo u kostela sv. Marie a teprve později byl přesunut na východ k průjezdní komunikaci. Jako jedno ze čtyř nácestných sídel (spolu s Tinizongem, Biviem a Vicosopranem) na tranzitní trase přes průsmyky Julier a Septimer byl oprávněn vybírat clo na zboží. Lantsch patřil k belfortskému dvoru, který se v roce 1436 připojil k alianci deseti dvorů.

## Geografie

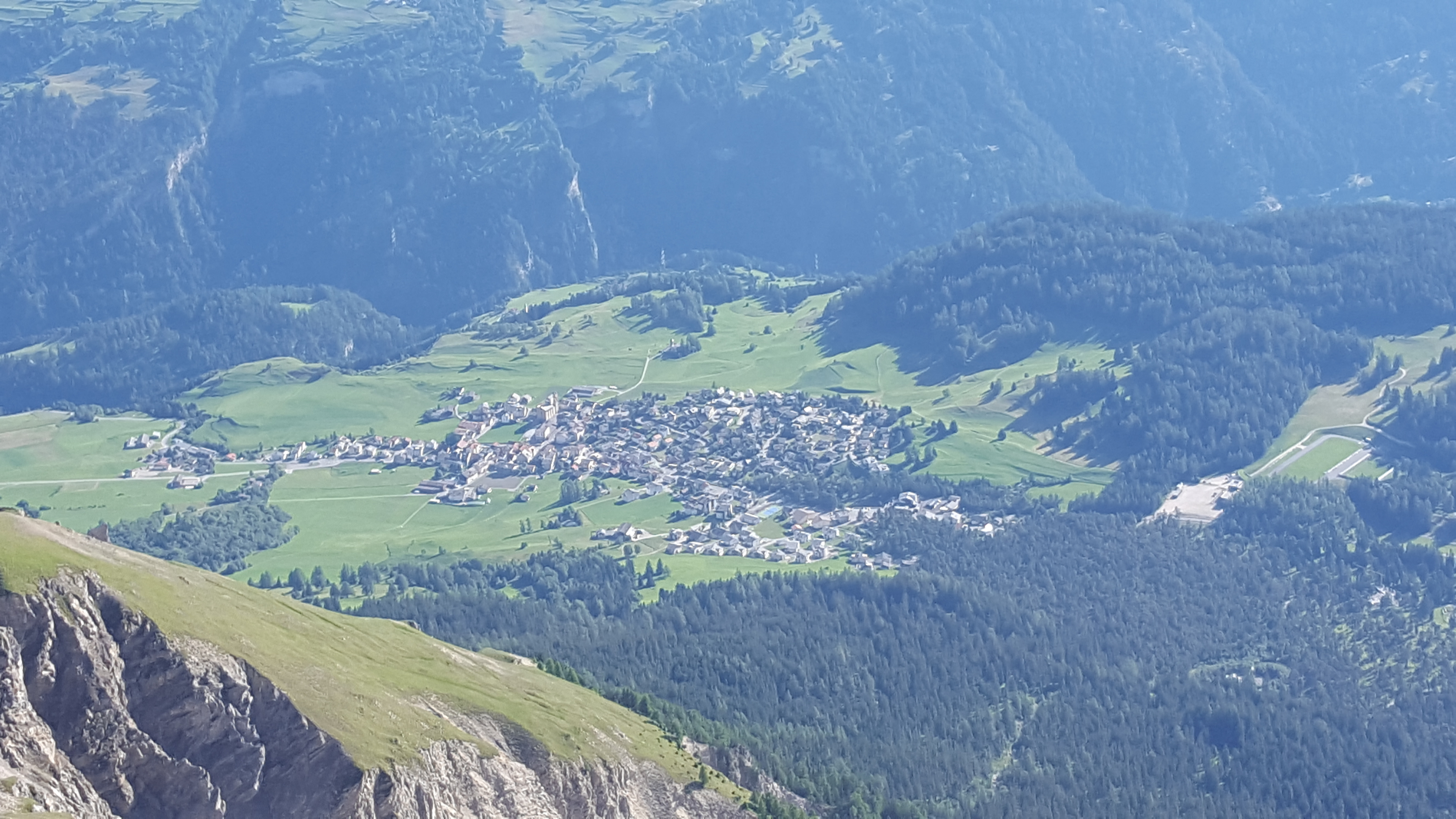
Pohled na obec z okolních vrchů

Obec se nachází v nadmořské výšce okolo 1 300 metrů na náhorní plošině na hlavní silnici, spojující Chur se Svatým Mořicem.
Sousedními obcemi jsou Albula/Alvra, Arosa a Vaz/Obervaz.

## Obyvatelstvo
| Rok            | 1710 | 1850 | 1900 | 1950 | 1980 | 1990 | 2000 | 2005 | 2010 | 2020 |
| Počet obyvatel | 215  | 353  | 363  | 355  | 382  | 453  | 485  | 496  | 532  | 560  |

### Jazyky
Obyvatelé tradičně hovořili výhradně lokálním dialektem rétorománštiny, zvaným Surmiran. Ještě v roce 1880 byla obec téměř jednojazyčná s 96,1 % mluvčích rétorománštiny, v roce 1910 to bylo dokonce 97,02 %. Od té doby díky lepšímu dopravnímu spojení a vlivu německy mluvící kultury podíl rétorománštiny neustále klesá (86,6 % v roce 1941, 74,53 % v roce 1970). Od roku 2000 tvoří německy mluvící obyvatelé absolutní většinu. Historicky také malá část obyvatel hovoří italsky. Úředními jazyky obce jsou v současnosti rétorománština a němčina. Vývoj v posledních desetiletích ukazuje následující tabulka:
| Jazyky v Lantsch/Lenz |                   |                   |                   |                   |                   |                   |
| Jazyk                 | Sčítání lidu 1980 | Sčítání lidu 1980 | Sčítání lidu 1990 | Sčítání lidu 1990 | Sčítání lidu 2000 | Sčítání lidu 2000 |
| Jazyk                 | Počet             | Podíl             | Počet             | Podíl             | Počet             | Podíl             |
| Němčina               | 133               | 34,82 %           | 226               | 49,89 %           | 263               | 54,23 %           |
| Rétorománština        | 230               | 60,21 %           | 197               | 43,49 %           | 178               | 36,70 %           |
| Italština             | 16                | 4,19 %            | 9                 | 1,99 %            | 8                 | 1,65 %            |
| Počet obyvatel        | 382               | 100 %             | 453               | 100 %             | 485               | 100 %             |

### Národnostní složení
Z 496 obyvatel na konci roku 2005 bylo 448 (90,32 %) švýcarských státních příslušníků.